# 坂本真綾 from everywhere.
『坂本真綾 from everywhere.』（さかもとまあや フロム・エヴリウェア）は、坂本真綾がパーソナリティを務めるラジオ番組。

## 概要
2011年10月からスタートした、坂本真綾がメインパーソナリティを務めるラジオ番組。主にリスナーからのお便りと音楽で構成されている。
番組タイトルは彼女のアルバム「Everywhere」、および自著のエッセー集「from everywhere」からとられており、1つの「場所」をテーマにマンスリーテーマを設けている。
選曲は原則として坂本がこれまで歌ってきた楽曲のみを放送しているが、1-2か月に1回程度は「この時期に聞きたい楽曲特集」として、その季節に合わせた音楽を3曲程度まとめて放送する週もある。選曲は邦楽、洋楽、インストゥルメンタルを問わないが、演歌や歌謡曲はほとんど取り上げない（基本的にこの特集が組まれるときは本編でのお便り紹介はないが、番組冒頭のあいさつのところで1人だけお便りが紹介される。また年末年始やゲストが来演する場合など、例外的に冒頭でもお便りの紹介がない場合もある）。
また、番組ではPodcastを配信しており、未ネットの地域でも聴くことができる（ただし著作権の関係で音楽は削除されている）。それに配慮してか、リスナーからのメッセージの読み上げは「●●県」や「●●FM」のではなく、「From ●●」（東京なら『From Tokyo』）と紹介する。JFNで唯一複数県をカバーするエフエム山陰（V-air）のサービスエリア在住リスナーについては「from山陰」としか放送されていないため、鳥取県・島根県のどちらの県に在住しているかが把握しづらい（他は正式な放送局名に都道府県が入っているため、その都道府県をアナウンスすることが多い。）。またネットされていない都道府県や国外でもポッドキャストでの聴取者がおり、その所在地をアナウンスする場合もある。
また、放送時間が局によって異なる（日中の放送であったり、夕方～夜間・深夜の局であったりする）ため、時間的な「おはようございます」や「こんばんは」という挨拶はなく、冒頭から坂本が自ら名前を名乗り、「早速お便りご紹介します」とお便りを読み上げるところから始まる（週により例外有）。
タイトルのコールは坂本自らがハモりながら述べているものが使われている。
公式サイトの放送後記では、彼女直筆のメッセージが添えられている。

### テーマソング
- OP：30minutes night flight／坂本真綾（2ndミニアルバムのタイトルトラックとして所収）
- ED：プラリネ／坂本真綾（16thシングル「雨が降る」のc/wとして所収）

### ゲスト
当番組ではゲストの登場は第150回（2014年8月）までは、スタジオへの来演はおろか、事前のメッセージゲストすらいなかったが、下記の通り2014年8月の第151回から、不定期ながらゲストの出演が行われるようになった。
- 第151回（2014年8月） androp・内澤崇仁
- 第196回（2015年6月） コーネリアス・小山田圭吾（坂本とスペシャルユニット「坂本真綾 コーネリアス」を結成）

## ネット局と放送時間
- Air-Radio FM88 金曜 11:30 - 11:55 ※25分版[3]
- ふくしまFM 土曜 11:00 - 11:25 ※25分版
- HFM 土曜 21:30 - 22:00
- FM OKAYAMA 日曜 9:30 - 9:55 ※25分版
- FMS 日曜 9:30 - 10:00
- e-radio 日曜 18:00 - 18:30
- V-air 火曜 20:30 - 21:00